# استاگ سگ
استاگ سگ (به انگلیسی: Stag Hound) یک کشتی است که طول آن 226 ft. LOA می‌باشد. این کشتی در سال ۱۸۵۰ ساخته شد.